# Jurbarkas
Jurbarkas (alemán: Georgenburg; yidis: יורבורג Yurburg) es una ciudad de Lituania, capital del distrito-municipio homónimo en la provincia de Tauragė. Dentro del municipio, la ciudad forma por sí sola una seniūnija.
En 2011, la ciudad tenía una población de 11 232 habitantes.
Se ubica en la orilla septentrional del río Nemunas, unos 30 km al sureste de la capital provincial Tauragė.

## Historia
Se conoce la existencia del asentamiento en documentos desde 1259, cuando se menciona que la Orden Teutónica tenía una fortificación (Ordensburg) unos 3 km al oeste de la actual ciudad; esta fortificación sería destruida por Vitautas en 1403 y nunca fue reconstruida. El tratado de Melno de 1422 integró el territorio en el Gran Ducado de Lituania, dentro del cual se desarrolló posteriormente como un punto de exportación de madera al ducado de Prusia a través del río Nemunas. En 1611, Segismundo III Vasa otorgó a Jurbarkas el Derecho de Magdeburgo.
En la partición de 1795 se integró en el Imperio ruso, dentro del cual formó inicialmente parte de la gobernación de Vilna, hasta que en 1843 pasó a formar parte de la gobernación de Kaunas. En el siglo XIX su crecimiento se estancó, ya que su transporte fluvial quedó obsoleto al desarrollarse las líneas de ferrocarril. Los judíos formaban en la primera mitad del siglo XX más de la tercera parte de la población, pero en 1941 los invasores alemanes asesinaron a casi todos los judíos locales.